# This Means War (película)
This Means War (¡Esto es guerra! en Hispanoamérica y ¡Esto es la guerra! en España) es una película estadounidense de comedia romántica y espionaje de 2012 dirigida por McG y  protagonizada por Reese Witherspoon, Chris Pine y Tom Hardy como víctimas de un triángulo amoroso cuando dos agentes de la CIA que son íntimos amigos descubren que están saliendo con la misma mujer.

## Argumento
Dos agentes de la CIA y amigos, Franklin "FDR" Foster (Chris Pine) y Tuck Hansen (Tom Hardy) son desplazados a Hong Kong para evitar que el criminal internacional Karl Heinrich (Til Schweiger) adquiera un arma de destrucción masiva, pero la misión fracasa, resultando la muerte del hermano de Karl, Jonas, y Heinrich jura venganza contra los agentes. Una vez que retornaron a Estados Unidos, su jefa, Collins (Angela Bassett), les asigna el trabajo de oficina para su protección.
FDR es un mujeriego, que se hace pasar como capitán de crucero, mientras Tuck, se presenta como agente de viaje, tiene una exesposa Katie (Abigail Spencer) y un hijo, Joe (John Paul Ruttan). Luego de ver un comercial de citas por internet, Tuck decide inscribirse y es emparejado con Lauren Scott (Reese Witherspoon), una ejecutiva de pruebas de productos que está lidiando con el compromiso reciente de su expareja. Su hermana, Trish (Chelsea Handler), la registró en el mismo sitio web de citas.
Poco después, FDR encuentra a Lauren en una tienda videos e intenta seducirla, sin saber que es la cita de Tuck. Ella supone que él es un mujeriego y lo ignora. Intrigado, FDR se entromete en uno de los grupos de prueba de Lauren y la convence para ir a una cita con él.

## Elenco
- Reese Witherspoon como Lauren Scott, una ejecutiva de pruebas de productos y el interés amoroso de FDR y Tuck.
- Chris Pine como Franklin "FDR" Foster, un agente de la CIA, mujeriego que se enamora de Lauren.
- Tom Hardy como Tuck Hansen, un agente de la CIA, padre soltero divorciado que también se enamora de Lauren.
- Til Schweiger como Karl Heinrich, un criminal internacional que quiere venganza contra FDR y Tuck.
- Chelsea Handler como Trish, la mejor amiga de Lauren quien la anima a seguir viendo a los dos hombres.
- John Paul Ruttan como Joe, hijo de Tuck.
- Abigail Spencer como Katie, exesposa de Tuck.
- Angela Bassett como Collins, jefa de FDR y Tuck.
- Rosemary Harris como Nana Foster, abuela de FDR quien lo crio cuando sus padres fallecieron.
- George Touliatos como Grandpa Foster, abuelo de FDR.
- Warren Christie como Steve, expareja de Lauren quien recientemente tiene un nuevo compromiso.
- Leela Savasta como Kelly, compromiso de Steve.
- Natassia Malthe como Xenia.
- Laura Vandervoort como Britta.

## Producción
Según Entertainment Weekly, «el guion inicial se remonta [...] por lo menos a una década atrás», con Bradley Cooper, Seth Rogen, y Sam Worthington según informes, al rechazar el papel principal. Yendo aún más atrás, Martin Lawrence y Chris Rock también declinaron. El guionista Larry Doyle afirmó haber leído el guion en 1998, y que en el proyecto los protagonistas eran los diseñadores de juegos de vídeo con acceso a misiles guiados.
El rodaje tuvo lugar en Vancouver del 13 de septiembre al 1 de diciembre de 2010.

## Premios
| Año  | Premio             | Categoría                                                                   | Nominado         | Resultado | Ref.  |
| ---- | ------------------ | --------------------------------------------------------------------------- | ---------------- | --------- | ----- |
| 2013 | Young Artist Award | Mejor Actuación en una película - actor joven de reparto menor de diez años | John Paul Ruttan | Nominado  | [ 5 ] |